# 구테정
구테정(久手町)은 일본 시마네현 아노군에 설치되었던 정이다. 현재의 오다시의 일부에 해당한다.